# Риндал
Риндал (норв. Rindal) — коммуна в губернии Мёре-ог-Ромсдал в Норвегии. Административный центр коммуны — город Риндал. Официальный язык коммуны — нейтральный. Население коммуны на 2007 год составляло 2045 чел. Площадь коммуны Риндал — 640,67 км², код-идентификатор — 1567.

## История населения коммуны
Население коммуны за последние 60 лет.

Статистика коммуны Риндал